# Le Barcarès
Le Barcarès (em catalão:  El Barcarès) é uma comuna francesa na região administrativa da Occitânia, no departamento dos Pirenéus Orientais. Estende-se por uma área de 11.65 km², com 5.885 habitantes, segundo o censo de 2018, com uma densidade de 510 hab/km².